# حقل أرطاوي
حقل أرطاوي هو حقل نفطي عراقي في منطقة أرطاوي شمال قضاء الزبير في محافظة البصرة جنوب العراق. أُعلنَ في 26 أيار سنة 2022 أن إنتاج الحقل 80 أو 85 ألف برميل يوميًا.